# Vol. 2... Hard Knock Life
Albums de Jay-Z
In My Lifetime, Vol. 1
(1997) Vol. 3... Life and Times of S. Carter
(1999)
Singles
1. Can I Get A...
Sortie : 1 septembre 1998
2. Hard Knock Life (Ghetto Anthem)
Sortie : 27 octobre 1998
3. Money, Cash, Hoes
Sortie : 23 février 1999
4. Nigga What, Nigga Who (Originator 99)
Sortie : 30 novembre 1999

Vol. 2... Hard Knock Life est le troisième album studio du rappeur Jay-Z, sorti en 1998. Avec 5 millions de disques vendus aux États-Unis, c'est à ce jour l'album le plus vendu de Jay-Z. Cet album marque également le début de la collaboration avec le producteur Timbaland. Le 15 mai 2000, l'album a été certifié quintuple disque de platine par la RIAA. Il se serait écoulé a plus de 12 millions d'exemplaires dans le monde. Il a remporté le Grammy Award du meilleur album de rap en 1999.
En décembre 2013, Jay-Z fait une rétrospective de sa carrière et établit un classement de ses propres albums studio : il classe Vol. 2... Hard Knock Life à la 4e place sur 12, en précisant que c'est un « classique ».

## Liste des titres
| No  | Titre                                                            | Compositeurs(s)                             | Durée |
| --- | ---------------------------------------------------------------- | ------------------------------------------- | ----- |
| 1.  | Hand It Down (Intro, interprétée par Memphis Bleek)              | DJ Premier                                  | 2:56  |
| 2.  | Hard Knock Life (Ghetto Anthem)                                  | DJ Mark the 45 King                         | 3:58  |
| 3.  | If I Should Die (featuring Da Ranjahz)                           | Swizz Beatz                                 | 4:55  |
| 4.  | Ride or Die                                                      | Steven "Stevie J" Jordan                    | 4:48  |
| 5.  | Nigga What, Nigga Who (Originator 99) (featuring Amil & Big Jaz) | Timbaland                                   | 3:53  |
| 6.  | Money, Cash, Hoes (featuring DMX)                                | Swizz Beatz                                 | 4:46  |
| 7.  | A Week Ago (featuring Too $hort)                                 | J-Runnah                                    | 5:00  |
| 8.  | Coming of Age (Da Sequel) (featuring Memphis Bleek)              | Swizz Beatz                                 | 4:21  |
| 9.  | Can I Get A... (featuring Amil & Ja Rule)                        | Irv Gotti, Lil Rob                          | 5:09  |
| 10. | Paper Chase (featuring Foxy Brown)                               | Timbaland                                   | 4:34  |
| 11. | Reservoir Dogs (featuring The LOX, Beanie Sigel & Sauce Money)   | Erick Sermon, Darold Trotter*; Rockwilder** | 5:19  |
| 12. | It's Like That (featuring Kid Capri)                             | Kid Capri                                   | 3:45  |
| 13. | It's Alright (featuring Memphis Bleek)                           | Damon Dash, Mahogany Music                  | 4:01  |
| 14. | Money Ain't a Thang (featuring Jermaine Dupri)                   | Jermaine Dupri                              | 4:13  |

* indique le coproducteur

** morceau caché produit par Rockwilder

## Samples
- Hard Knock Life (Ghetto Anthem) contient un sample de It's a Hard Knock Life tiré de la comédie musicale Annie de Charles Strouse et Martin Charnin
- A Week Ago contient un sample de Ballad for the Fallen Soldier des Isley Brothers
- Reservoir Dogs contient un sample de Theme from Shaft d'Isaac Hayes, de 24- Carat Black (Theme) de 24 Carat Black et de Know How de Young MC
- It's Like That contient un sample de Beggar's Song de Wet Willie
- It's Alright contient un sample de The Hall of Mirrors de Kraftwerk et de Once In a Lifetime de Talking Heads
- Money Ain't a Thang contient un sample de Weak at the Knees de Steve Arrington

## Classements
Album
| Classement (1998)                | Meilleure position |
| -------------------------------- | ------------------ |
| Billboard 200                    | 1                  |
| Billboard Top R&B/Hip Hop Albums | 1                  |
| Canadian Albums Chart            | 20                 |

Fin de décennie
| Classement (1990-1999) | Position |
| ---------------------- | -------- |
| Billboard 200          | 62       |

Singles
| Année | Titre                           | Billboard Hot 100 | Hot R&B/Hip-Hop Songs | Hot Rap Singles |
| ----- | ------------------------------- | ----------------- | --------------------- | --------------- |
| 1998  | Can I Get A...                  | 19                | 6                     | 22              |
| 1998  | Hard Knock Life (Ghetto Anthem) | 15                | 10                    | 2               |
| 1999  | Money, Cash, Hoes               | 116               | 36                    | 19              |
| 1999  | Jigga What, Jigga Who           | 84                | 23                    | 19              |